# Du Fu

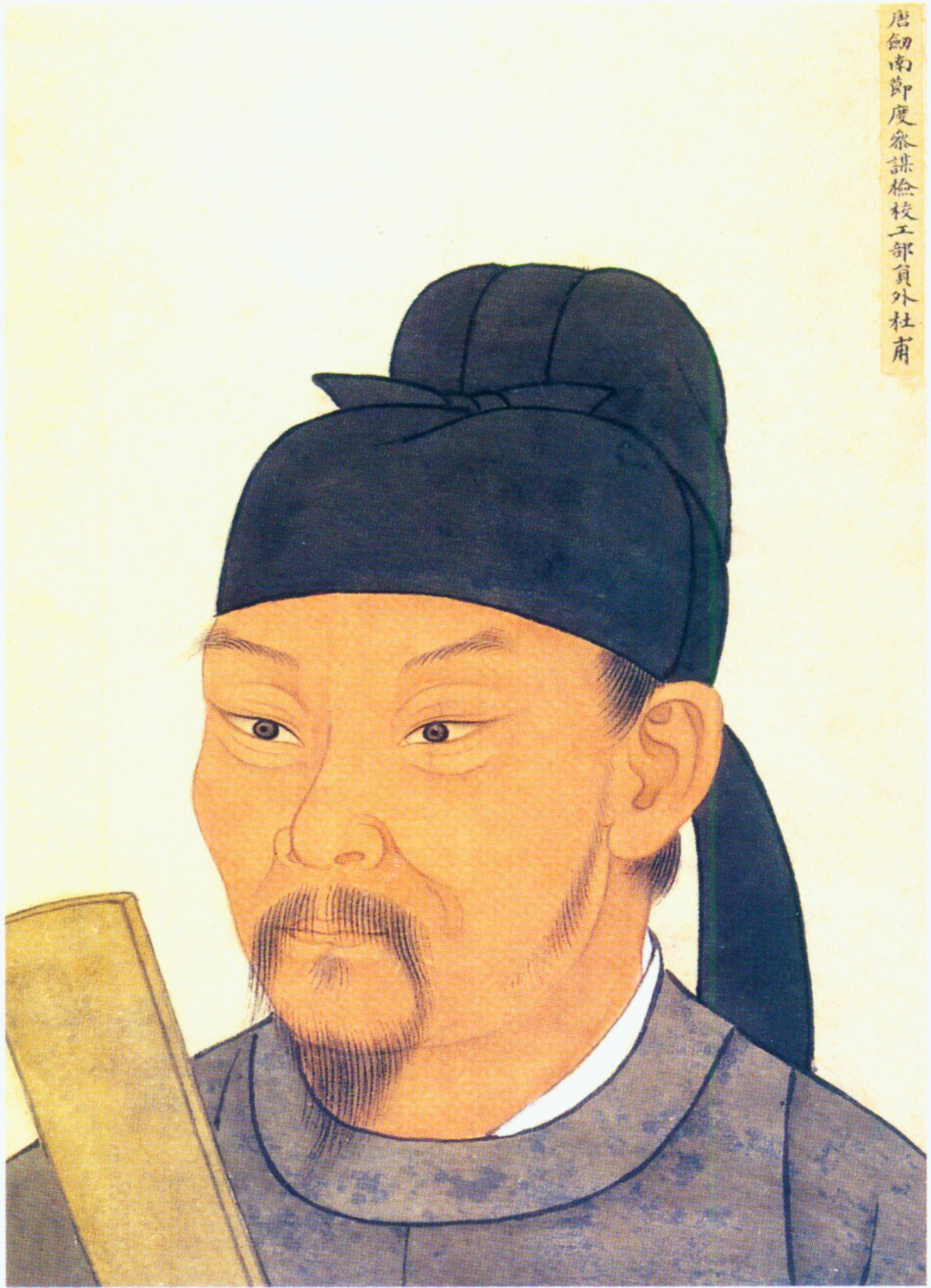
Visión artística, posterior a su muerte, del poeta Du Fu.

Du Fu (en chino, 杜甫; pinyin, Dù Fǔ; Wade-Giles, Tu Fu), también conocido como Dù Shàolíng (杜少陵) o Dù Gōngbù (杜工部), (712-770), fue un destacado poeta chino durante la época de la dinastía Tang. Su nombre de cortesía era Zǐ Měi (子美).

## Contexto
Contemporáneo y amigo de Li Bai, su poesía tuvo, sin embargo, un carácter más político y social que la de aquel. Aunque suspendió los exámenes imperiales en una ocasión, llegó a convertirse en funcionario del Estado, trabajando en la corte del emperador Tang Suzong.
Su vida pasó por muchas vicisitudes, la principal de las cuales sería la rebelión de An Lushan de 755, que desestabilizó todo el país y obligó a Du Fu a abandonar, junto a la corte Tang, la capital Chang'an. Pasaría el resto de su vida en condiciones muy precarias.
Debido a la originalidad de su obra, no logró un gran reconocimiento en vida. Sin embargo, su prestigio y fama no cesarían de crecer tras su muerte, llegando a convertirse en uno de los más grandes escritores de la historia china, cuya influencia se ha dejado sentir en generaciones posteriores de poetas tanto en China como en Japón. En Occidente, algunos de sus traductores más importantes han sido Marcela de Juan o Kenneth Rexroth (al inglés).
La crítica literaria tradicional china enfatiza la vida del autor a la hora de interpretar una obra, práctica que el académico estadounidense Burton Watson atribuye a "los estrechos vínculos que el pensamiento tradicional chino plantea entre el arte y la moral". Dado que muchos de los poemas de Du Fu presentan la moral y la historia, esta práctica es particularmente importante. Otra razón, identificada por el historiador chino William Hung, es que los poemas chinos son típicamente concisos, omitiendo el contexto que podría ser relevante, pero que podría suponerse que un contemporáneo informado conoce. Para los lectores occidentales modernos, "cuanto menos conocemos la hora, el lugar y las circunstancias del fondo, más propensos somos a imaginarlo incorrectamente, y el resultado será que malinterpretemos el poema o no lo entendamos por completo". Stephen Owen sugiere un tercer factor particular de Du Fu, argumentando que la variedad del trabajo del poeta requirió consideración de toda su vida, en lugar de las categorizaciones "reductivas" utilizadas para poetas más limitados.

## Vida

### Primeros años
La mayor parte de lo que se sabe de la vida de Du Fu proviene de sus poemas. Su abuelo paterno fue Du Shenyan, un destacado político y poeta durante el reinado de la emperatriz Wu Zetian (r. 690-705). Du Fu nació en 712; se desconoce el lugar exacto de nacimiento, excepto que estaba cerca de Luoyang, provincia de Henan (el condado de Gong es uno de los candidatos favoritos). Más tarde, se consideró que pertenecía a la ciudad capital de Chang'an, ciudad natal ancestral de la familia Du.
La madre de Du Fu murió poco después de su nacimiento, y fue parcialmente criado por su tía. Tenía un hermano mayor, que murió joven. También tuvo tres medio hermanos y una media hermana, a quienes frecuentemente se refiere en sus poemas, aunque nunca menciona a su madrastra.
Hijo de un funcionario académico menor, su juventud la dedicó a la educación estándar de un futuro funcionario público: estudio y memorización de los clásicos confucianos de filosofía, historia y poesía. Más tarde afirmó haber producido poemas dignos de crédito en su adolescencia, pero estos se han perdido.
A principios de la década de 730, viajó por el área de Jiangsu / Zhejiang. Se cree que su primer poema que se conserva, que describe un concurso de poesía, data del final de este período, alrededor del año 735. En ese año, se presentó al examen imperial, probablemente en Chang'an. Fracasó, para su sorpresa y la de críticos posteriores. Hung concluye que probablemente fracasó porque su estilo de prosa en ese momento era demasiado denso y oscuro, mientras que Chou sugiere que su fracaso para cultivar conexiones en la capital puede haber sido el culpable. Después de este fracaso, volvió a viajar, esta vez por Shandong y Hebei.
Su padre murió alrededor del año 740. A Du Fu se le habría permitido ingresar a la administración pública debido al rango de su padre, pero se cree que renunció al privilegio a favor de uno de sus medio hermanos. Pasó los siguientes cuatro años viviendo en el área de Luoyang, cumpliendo con sus deberes en asuntos domésticos.

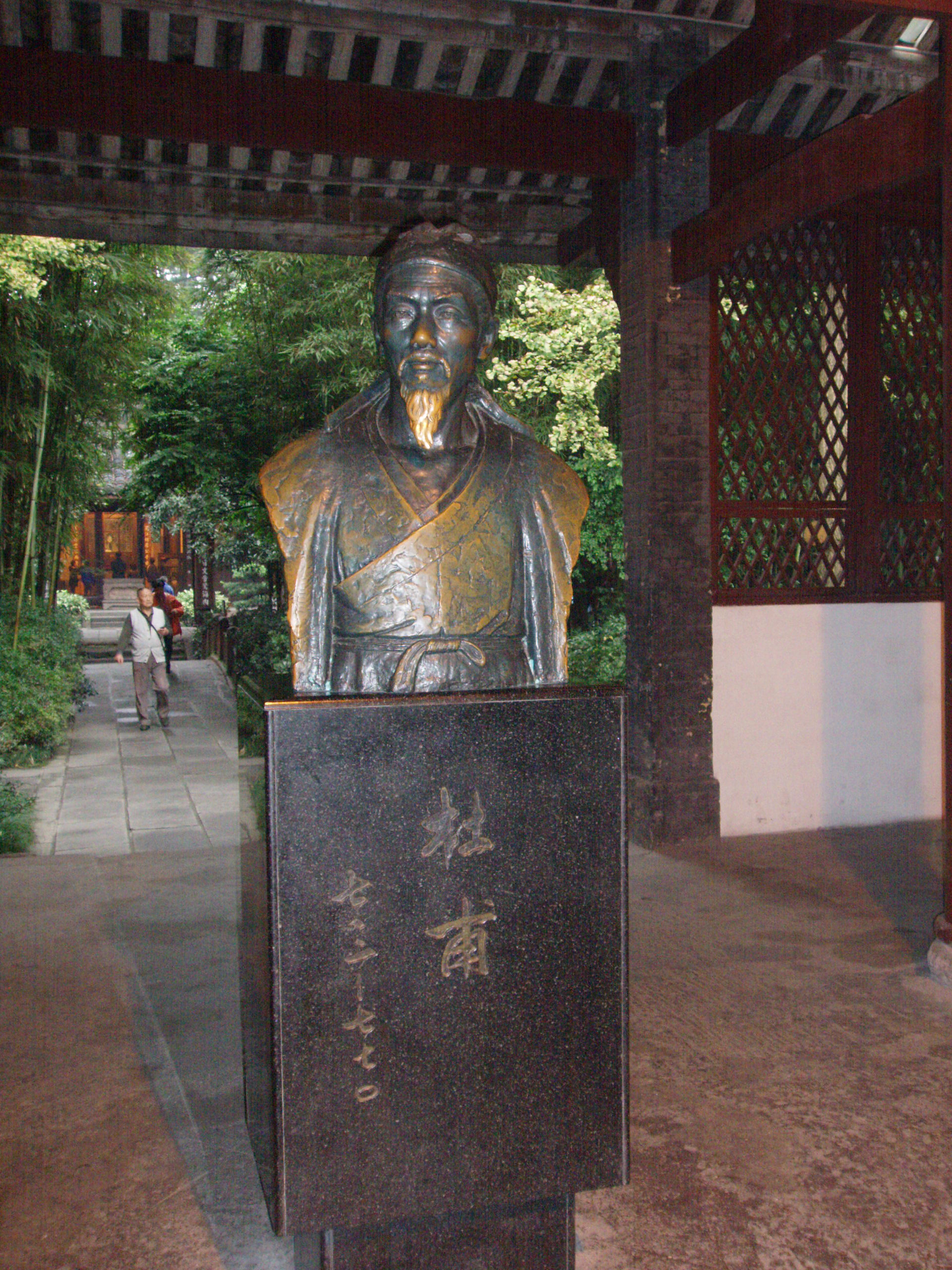
Estatua en su cabaña con techo de paja, Chengdu, China

En el otoño de 744, conoció a Li Bai (Li Po) por primera vez y los dos poetas entablaron una gran amistad. David Young describe esto como "el elemento formativo más significativo en el desarrollo artístico de Du Fu" porque le dio un ejemplo vivo de la solitaria vida de poeta y erudito a la que se sintió atraído después de su fracaso en el examen de la función pública. Sin embargo, la relación era algo unilateral. Du Fu era algunos años más joven, mientras que Li Bai ya era una estrella poética. Tenemos doce poemas sobre Li Bai del poeta más joven, pero solo uno en la otra dirección. Se volvieron a encontrar una sola vez, en 745.
En 746, se trasladó a la capital en un intento por resucitar su carrera oficial. Hizo el examen de servicio civil por segunda vez durante el año siguiente, pero todos los candidatos fueron reprobados por el primer ministro (aparentemente para evitar la aparición de posibles rivales). Nunca más intentó aprovar los exámenes, sino que presentó una petición al emperador directamente en 751, 754 y probablemente nuevamente en 755. Se casó alrededor de 752, y en 757 la pareja había tenido cinco hijos, tres hijos y dos hijas, pero uno de los hijos murió en la infancia en 755. A partir de 754 comenzó a tener problemas pulmonares (probablemente asma), la primera de una serie de dolencias que lo persiguieron durante el resto de su vida. Fue en ese año cuando Du Fu se vio obligado a trasladar a su familia debido a una hambruna provocada por inundaciones masivas en la región.
En 755, recibió un nombramiento como Registrador de la oficina del Comandante de Justicia del Palacio del Príncipe Heredero. Aunque se trataba de un puesto menor, en tiempos normales habría sido al menos el inicio de una carrera oficial. Sin embargo, incluso antes de que comenzara a trabajar, el puesto fue barrido por los acontecimientos. chin cheu guachin

### Periodo de la guerra
La rebelión de An Lushan comenzó en diciembre de 755 y no fue completamente reprimida durante casi ocho años. Causó una enorme perturbación en la sociedad china: el censo de 754 registró 52,9 millones de personas, pero diez años después, el censo contabilizó solo 16,9 millones, y el resto fue desplazado o asesinado. Durante este tiempo, Du Fu llevó una vida en gran parte itinerante perturbada por las guerras, las hambrunas asociadas y el descontento imperial. Este período de infelicidad generó la creación de Du Fu como poeta: Eva Shan Chou ha escrito que "Lo que vio a su alrededor, la vida de su familia, vecinos y extraños, lo que escuchó y lo que esperaba o temía. a partir del progreso de varias campañas, se convirtieron en los temas perdurables de su poesía ". Incluso cuando se enteró de la muerte de su hijo menor, recurrió al sufrimiento de los demás en su poesía en lugar de pensar en sus propias desgracias. Du Fu escribió:
   "Reflexionando sobre lo que he vivido, si incluso yo conozco tal sufrimiento, el hombre común seguramente debe ser sacudido por los vientos".
En 756, el emperador Xuanzong se vio obligado a huir de la capital y abdicar. Du Fu, que había estado fuera de la ciudad, llevó a su familia a un lugar seguro e intentó unirse a la corte del nuevo emperador (Suzong), pero fue capturado por los rebeldes y llevado a Chang'an. En otoño nació su hijo menor, Du Zongwu. Alrededor de esta época se cree que Du Fu contrajo la malaria.
Se escapó de Chang'an al año siguiente y fue nombrado receptor cuando se reincorporó al tribunal en mayo de 757. Este puesto que daba acceso al emperador pero era en gran parte ceremonial. La escrupulosidad de Du Fu lo obligó a intentar hacer uso de ella: causó problemas al protestar por la destitución de su amigo y mecenas Fang Guan por una pequeña acusación. Fue detenido pero indultado en junio [20]. Se le concedió permiso para visitar a su familia en septiembre, pero pronto se reincorporó a la corte y el 8 de diciembre de 757 regresó a Chang'an con el emperador tras su reconquista por las fuerzas gubernamentales. Sin embargo, su consejo siguió sin ser apreciado, y en el verano de 758 fue degradado a un puesto de Comisionado de Educación en Huazhou. La posición no era de su gusto: en un poema, escribió:
"Estoy a punto de gritar locamente en la oficina
   Especialmente cuando traen más papeles para apilarlos más arriba en mi escritorio."
   de "Principios de otoño, calor miserable, papeles apilados".
Se mudó en el verano de 759; esto se ha atribuido tradicionalmente a la hambruna, pero Hung cree que la frustración es una razón más probable. Luego pasó alrededor de seis semanas en Qinzhou (ahora Tianshui, provincia de Gansu), donde escribió más de sesenta poemas.

### Periodo de Chengdu
En diciembre de 759, permaneció brevemente en Tonggu (moderno Gansu). Partió el 24 de diciembre hacia Chengdu (provincia de Sichuan), donde fue recibido por el prefecto local y compañero poeta Pei Di. Posteriormente, Du se instaló en Sichuan durante la mayor parte de los siguientes cinco años. Para el otoño de ese año tenía problemas económicos y envió poemas pidiendo ayuda a varios conocidos. Fue relevado por Yan Wu, un amigo y ex colega que fue nombrado gobernador general en Chengdu. A pesar de sus problemas económicos, éste fue uno de los períodos más felices y pacíficos de su vida. Muchos de los poemas de Du de este período son representaciones pacíficas de su vida en su cabaña con techo de paja. En 762, abandonó la ciudad para escapar de una rebelión, pero regresó en el verano de 764 cuando fue nombrado asesor de Yan, quien participó en las campañas contra el Imperio Tibetano.

### Últimos años
Luoyang, la región de su lugar de nacimiento, fue recuperada por las fuerzas gubernamentales en el invierno de 762, y en la primavera de 765 Du Fu y su familia navegaron por el Yangtze, aparentemente con la intención de llegar allí. Viajaron lentamente, detenidos por su mala salud (en ese momento sufría de mala vista, sordera y vejez generalizada además de sus dolencias anteriores). Se quedaron en Kuizhou (en lo que ahora es Baidicheng, Chongqing) a la entrada de las Tres Gargantas durante casi dos años desde finales de la primavera de 766. Este período fue el último gran florecimiento poético de Du Fu, y aquí escribió 400 poemas en su estilo denso y tardío. En el otoño de 766, Bo Maolin se convirtió en gobernador de la región: apoyó financieramente a Du Fu y lo contrató como su secretario no oficial.
En marzo de 768, reanudó su viaje y llegó hasta la provincia de Hunan, donde murió en Tanzhou (ahora Changsha) en noviembre o diciembre de 770, a los 58 años. Le sobrevivieron su esposa y dos hijos, quienes permanecieron en la zona al menos algunos años. Su último descendiente conocido es un nieto que solicitó una inscripción para el poeta de Yuan Zhen en 813.
Hung resume su vida concluyendo que, "Parecía ser un hijo filial, un padre afectuoso, un hermano generoso, un esposo fiel, un amigo leal, un funcionario obediente y un súbdito patriótico".
A continuación se muestra un ejemplo de una de las últimas obras de Du Fu, A mi amigo Wei (贈 衛 八 處 士). Como muchos otros poemas Tang, presentaba el tema de una larga separación entre amigos, que a menudo se debía a que los funcionarios eran trasladados con frecuencia a las provincias:
   人生 不 相見 ， Es casi tan difícil para los amigos encontrarse
   動 如 參與 商。 Como a Orión y Escorpión.
   今夕 復 何 夕 ， Esta noche es un evento raro,
   共 此 燈 燭光。 Uniéndose, a la luz de las velas,
   少壯 能 幾時 ， Dos hombres que eran jóvenes no hace mucho
   鬢髮 各 已 蒼。 Pero que ahora se están poniendo grises en las sienes.
   訪 舊 半 為 鬼 ， Para encontrar que la mitad de nuestros amigos están muertos
   驚呼 熱中 腸。 Nos sorprende, abrasa a nuestros corazones de dolor.
   焉知 二十 載 ， Poco imaginamos que pasarían veinte años
   重 上 君子 堂。 Antes de que pudiera visitarte de nuevo.
   昔 別 君 未婚 ， Cuando me fui, todavía no estaba casado;
   兒女 忽 成行。 Pero ahora estos chicos y chicas seguidos
   怡然 敬 父 執 ， Son muy amables con el viejo amigo de su padre.
   問 我 來 何方。 Me preguntan dónde he estado en mi viaje;
   問答 乃 未 已 ， Y luego, cuando hayamos hablado un rato,
   兒女 羅 酒 漿。 Traen y me muestran vinos y platos,
   夜雨 翦 春 韭 ， Cebolletas de primavera cortadas bajo la lluvia nocturna
   新 炊 間 黃 粱。 Y arroz integral recién cocinado de una manera especial.
   主 稱 會面 難 ， Mi anfitrión proclama la fiesta,
   一舉 累 十 觴。 Me insta a beber diez tazas—
   十 觴 亦不 醉 ， Pero, ¿qué diez tazas podrían emborracharme?
   感 子 故意 長。 ¿Cómo siempre estoy con tu amistad en mi corazón?
   明日 隔 山嶽 ， Mañana los montes nos separarán;
   世事 兩 茫茫。 Pasado mañana, ¿quién puede decirlo?

## Obras

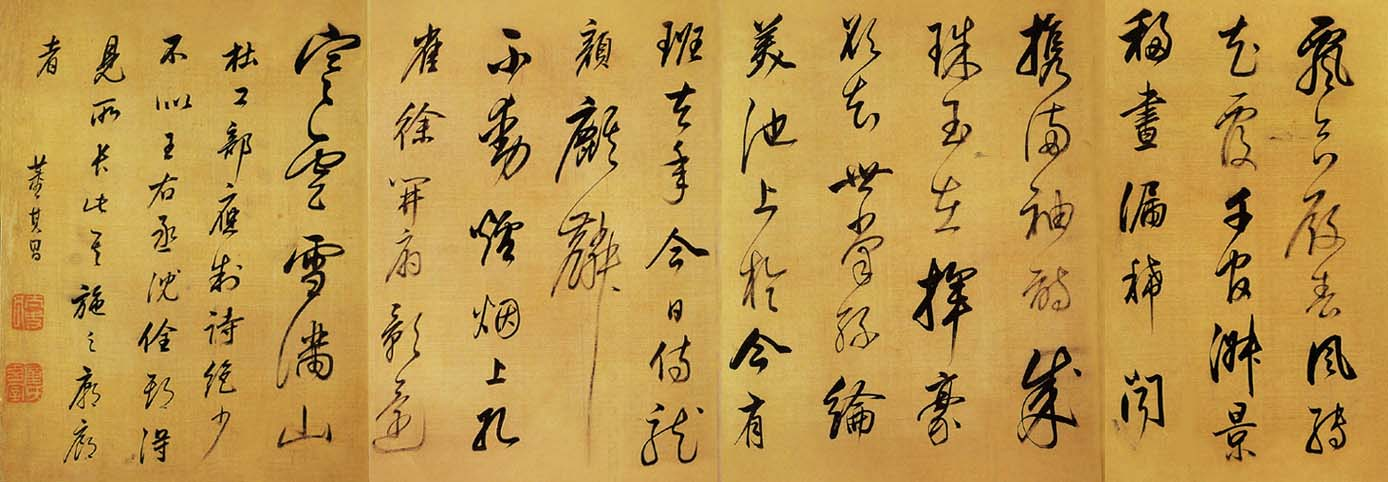
Una copia caligráfica del poema de Du Fu "Zui Ge Xing" de Dong Qichang

La crítica de las obras de Du Fu se ha centrado en su fuerte sentido de la historia, su compromiso moral y su excelencia técnica.

### Historia
Desde la dinastía Song, los críticos han llamado a Du Fu el "santo poeta" (詩聖, shī shèng). Los más directamente históricos de sus poemas son los que comentan tácticas militares o los éxitos y fracasos del gobierno, o los poemas de consejos que escribió para el emperador. Indirectamente, escribió sobre el efecto de los tiempos en los que vivió en sí mismo y en la gente común de China. Como observa Watson, se trata de información "de un tipo que rara vez se encuentra en las historias de la época compiladas oficialmente".
Los comentarios políticos de Du Fu se basan en la emoción más que en el cálculo: sus recetas han sido parafraseadas como: "Seamos todos menos egoístas, hagamos todos lo que se supone que debemos hacer". Dado que era imposible estar en desacuerdo con sus puntos de vista, sus obviedades expresadas enérgicamente permitieron su instalación como la figura central de la historia poética china.

### Compromiso moral
Un segundo epíteto favorito de los críticos chinos es el de "sabio poeta" (詩聖, shī shèng), una contraparte del sabio filósofo Confucio. Una de las primeras obras que se conservan, La canción de los carros (de alrededor de 750), da voz a los sufrimientos de un soldado recluta en el ejército imperial y una clara conciencia del sufrimiento. Estas preocupaciones se articulan continuamente en poemas sobre la vida de los soldados y los civiles producidos por Du Fu a lo largo de su vida.
Aunque las frecuentes referencias de Du Fu a sus propias dificultades pueden dar la impresión de un solipsismo que lo consume todo, Hawkes sostiene que su "famosa compasión de hecho lo incluye a sí mismo, visto de manera bastante objetiva y casi como una ocurrencia tardía". Por lo tanto, "da grandeza" al panorama más amplio comparándolo con "su propia trivialidad ligeramente cómica".
La compasión de Du Fu, por sí mismo y por los demás, fue parte de su ampliación general del alcance de la poesía: dedicó muchas obras a temas que antes se habían considerado inadecuados para un tratamiento poético. Zhang Jie escribió que para Du Fu, "todo en este mundo es poesía", Du escribió extensamente sobre temas como la vida doméstica, caligrafía, pinturas, animales y otros poemas.

### Excelencia técnica
La obra de Du Fu destaca sobre todo por su alcance. Los críticos chinos usaron tradicionalmente el término 集大成 (jídàchéng, "sinfonía completa"), una referencia a la descripción de Confucio de Mencio. Yuan Zhen fue el primero en notar la amplitud de los logros de Du Fu, escribiendo en 813 que su predecesor, "unió en su obra rasgos que los poetas anteriores habían mostrado solo por separado". Dominó todas las formas de la poesía china. Chou dice que en todas sus formas "hizo avances destacados o contribuyó con ejemplos sobresalientes". Además, sus poemas utilizan una amplia gama de registros, desde el directo y coloquial hasta el alusivo y conscientemente literario. Esta variedad se manifiesta incluso dentro de las obras individuales: Owen identifica los "rápidos cambios estilísticos y temáticos" en los poemas que permiten al poeta representar diferentes facetas de una situación, mientras que Chou usa el término "yuxtaposición" como la principal herramienta analítica en su trabajo. Du Fu destaca por haber escrito más sobre poética y pintura que cualquier otro escritor de su tiempo. Escribió dieciocho poemas solo sobre pintura, más que cualquier otro poeta Tang. El comentario aparentemente negativo de Du Fu sobre las preciadas pinturas de caballos de Han Gan encendió una controversia que ha persistido hasta el día de hoy.
El tenor de su trabajo cambió a medida que desarrolló su estilo y se adaptó a su entorno ("camaleónico" según Watson): sus primeras obras son de un estilo cortés relativamente derivado, pero se hizo propiamente suyo en los años de la rebelión. Owen comenta sobre la "sombría sencillez" de los poemas de Qinzhou, que refleja el paisaje desértico; las obras de su período de Chengdu son "ligeras, a menudo finamente observadas"; mientras que los poemas de finales del período de Kuizhou tienen una gran "densidad y poder de visión".
Aunque escribió en todas las formas poéticas, Du Fu es conocido por su lǜshi, un tipo de poema con restricciones estrictas en la forma y el contenido, por ejemplo:
   窈窕 清 禁 闥 ，
   罷 朝 歸 不同。
   君 隨 丞相 後 ，
   我 往日 華東。
   Dejando la audiencia por los pasillos silenciosos,
   Majestuosos y hermosos, pasamos por las puertas del Palacio,
   Puedes ir en diferentes direcciones: vas hacia el oeste
   Con los Ministros de Estado. Yo, del lado contrario.
   冉冉 柳枝 碧 ，
   娟娟 花蕊 紅。
   故人 得 佳句 ，
   獨 贈 白頭翁。
   Por mi zona, las frágiles ramitas de sauce, reverdecen.
   Te sorprenden las flores escarlatas de allí.
   ¡Nuestros caminos separados! Escribes tan bien, tan amablemente
   Para advertir, en vano, a un viejo locuaz.
   - "Memorial en respuesta al consejo de un amigo" (奉 答 岑參 補闕 見 贈).
Aproximadamente dos tercios de las 1500 obras existentes de Du Fu están escritas en esta forma, y generalmente se considera que es su principal exponente. Su mejor lǜshi usa los paralelismos requeridos por la forma para agregar contenido expresivo más que como meras restricciones técnicas. Hawkes comenta que "es asombroso que Tu Fu sea capaz de utilizar una forma tan inmensamente estilizada de una manera tan natural".

## Influencia

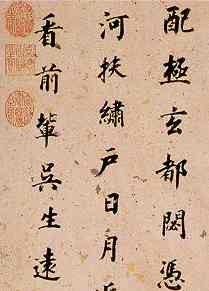
Manuscrito con tres líneas verticales de caracteres chinos y el sello del calígrafoParte del poema de Du Fu "Sobre la visita al templo de Laozi", caligrafiado por Dong Qichang

Según la Encyclopædia Britannica, muchos críticos literarios consideran que los poemas de Du Fu están entre los más grandes de todos los tiempos, y afirma que "su lenguaje denso y comprimido hace uso de todos los matices connotativos de una frase y los potenciales entonacionales de la palabra individual, cualidades que ninguna traducción puede revelar jamás".
Durante su vida e inmediatamente después de su muerte, Du Fu no fue muy apreciado. En parte, esto puede atribuirse a sus innovaciones estilísticas y formales, algunas de las cuales todavía son "consideradas extremadamente atrevidas y extrañas por los críticos chinos". Hay pocas referencias contemporáneas a él —sólo once poemas de seis escritores— y estas lo describen en términos de afecto, pero no como un modelo de ideales poéticos o morales. Du Fu también está pobremente representado en las antologías de poesía contemporáneas.
Sin embargo, como señala Hung, "es el único poeta chino cuya influencia creció con el tiempo", y sus obras comenzaron a ganar popularidad en el siglo IX. Los primeros comentarios positivos vinieron de Bai Juyi, quien elogió los sentimientos morales de algunas de las obras de Du Fu (aunque los encontró en solo una pequeña fracción de sus poemas), y de Han Yu, quien escribió una pieza defendiendo a Du Fu y Li Bai por motivos estéticos de los ataques realizados contra ellos. Ambos escritores mostraron la influencia de Du Fu en su propia obra poética. A principios del siglo X, Wei Zhuang construyó la primera réplica de su cabaña con techo de paja en Sichuan.
Fue en el siglo XI, durante la era Song del Norte, cuando la reputación de Du Fu alcanzó su punto máximo. En este período tuvo lugar una revaluación completa de los poetas anteriores, en la que Wang Wei, Li Bai y Du Fu llegaron a ser considerados como los representantes de las corrientes budista, taoísta y confuciana de la cultura china, respectivamente. Al mismo tiempo, el desarrollo del neoconfucianismo aseguró que Du Fu, como su ejemplo poético, ocupara la posición suprema. Su Shi expresó este razonamiento cuando escribió que Du Fu era "preeminente ... porque ... a través de todas sus vicisitudes, nunca, ni por el espacio de una comida, olvidó a su soberano". Su influencia fue ayudada por su habilidad para reconciliar aparentes opuestos: los conservadores políticos se sintieron atraídos por su lealtad al orden establecido, mientras que los radicales políticos abrazaron su preocupación por los pobres. Los conservadores literarios podían confiar en su dominio técnico, mientras que los radicales literarios se inspiraron en sus innovaciones. Desde el establecimiento de la República Popular China, la lealtad de Du Fu al estado y la preocupación por los pobres se han interpretado como un nacionalismo y socialismo embrionarios, y ha sido elogiado por su uso de un "lenguaje popular" simple.
La popularidad de Du Fu creció hasta tal punto que es tan difícil medir su influencia como la de Shakespeare en Inglaterra: era difícil para cualquier poeta chino no dejarse influir por él. Si bien nunca hubo otro Du Fu, los poetas individuales siguieron las tradiciones de aspectos específicos de su trabajo: la preocupación de Bai Juyi por los pobres, el patriotismo de Lu You y las reflexiones de Mei Yaochen sobre lo cotidiano son algunos ejemplos. En términos más generales, el trabajo de Du Fu al transformar el lǜshi de un mero juego de palabras en "un vehículo para una expresión poética seria" sentó las bases para todos los escritores posteriores del género.
En el siglo XX, fue el poeta favorito de Kenneth Rexroth, quien lo describió como "el mayor poeta no épico ni dramático que ha sobrevivido en cualquier idioma", y comentó que "me ha hecho un mejor hombre , como agente moral y como organismo perceptor".

## Poetas de la dinastía Tang
- Du Fu
- Bai Juyi
- Li Bai
- Wang Wei
- Liu Zongyuan
- Xue Tao
- Yu Xuanji
- Meng Jiao

- He Zhizhang
- lao-ze